# 玉川温泉 (秋田県)
玉川温泉（たまがわおんせん）は、秋田県仙北市（旧国出羽国、明治以降は羽後国）にある温泉。

## 泉質

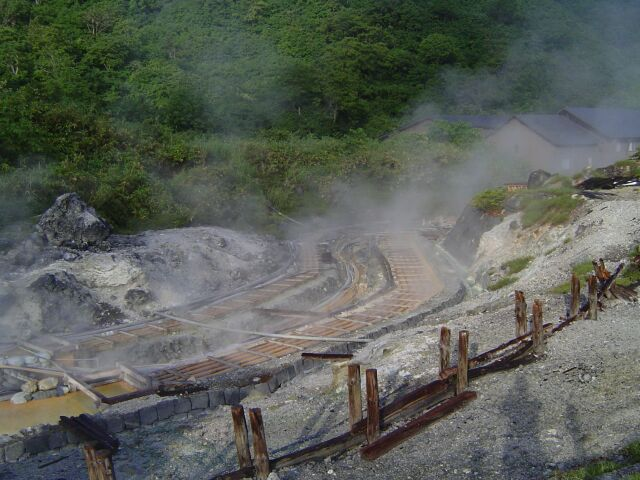
湯の花の採取光景

- 酸性-含二酸化炭素・鉄（II）・アルミニウム-塩化物泉

「大噴」（おおぶけ）と呼ばれる湧出口から、塩酸を主成分とするpH1.05
（日本一強酸性）の強酸性泉が毎分9000リットル湧出する。単一の湧出口からの湧出量としては日本一を誇る。大噴の下流側には湯の花を採取する樋が設置されている。

### 効能
- 高血圧症、動脈硬化症、婦人病、神経痛、皮膚病、喘息など。

※（注意）効能は万人に対してその効果を保障するものではない。「悪性腫瘍（癌）に効く温泉」として紹介されることがあり有名になっているが、当温泉も基本的には一般の温泉と同様に癌は禁忌症となっている。
なお、玉川温泉は放射能を有しラジウム温泉の一種であり、その被曝量は岩盤浴で15-20ミリシーベルト/年と言われている。ラジウム温泉には放射線ホルミシス効果があるのではないかとも言われている。

## 歴史
地元のマタギにより1680年（延宝8年）に発見された。発見時に鹿が傷を癒していたことから、古くは「鹿の湯」、「鹿湯」と呼ばれた。また「澁黑温泉」とも呼ばれていた。1885年に、鹿湯という名称で湯治場として開かれるまでは、当地にあった硫黄採掘所の工夫とマタギが温泉を利用していた。
温泉地としての本格的に開かれることになったのは、五代目・関直右衛門が開発に乗り出してからである。1929年に当地で湯治を行い、その効能の高さを知った関は、1932年に近隣の湯瀬温泉に湯瀬ホテルを建設すると共に玉川温泉の権利を取得した。
1934年、それまでの鹿湯という名称から玉川温泉に改められた。命名は朝日新聞記者・杉村楚人冠による。杉村楚人冠は、八幡平や玉川温泉を雑誌アサヒグラフで紹介し、名を全国に紹介した先人で、八幡平の麓には彼の落馬記念碑が建てられている。
戦前は、馬が主要な交通手段で、交通の便が非常に悪かった。第二次世界大戦後の1950年、国道およびバス路線が開通。その後開発が進むようになった。
玉川温泉が癌との関係を特に注目されるようになったのは、鹿角市にて鹿角タイムズ社を経営していた阿部真平が1974年に出版した『世界の奇跡玉川温泉』以降である。ただし読む際には医学的な根拠がある本ではない事に注意が必要であり、前述の効能記述にもあるようにあくまでも癌は当温泉地の禁忌症である。そのため癌での当温泉における湯治はあくまで自己責任で行われる。それでも一部の人に効果があったとのメディアでの紹介が多く、湯治希望者は絶えない。なお、癌との関係については微量の放射能などによるホルミシス効果と関係があるとの説がある。
1959年9月3日 - 厚生省告示第256号により、八幡平温泉郷の一部として国民保養温泉地に指定。

## 玉川毒水

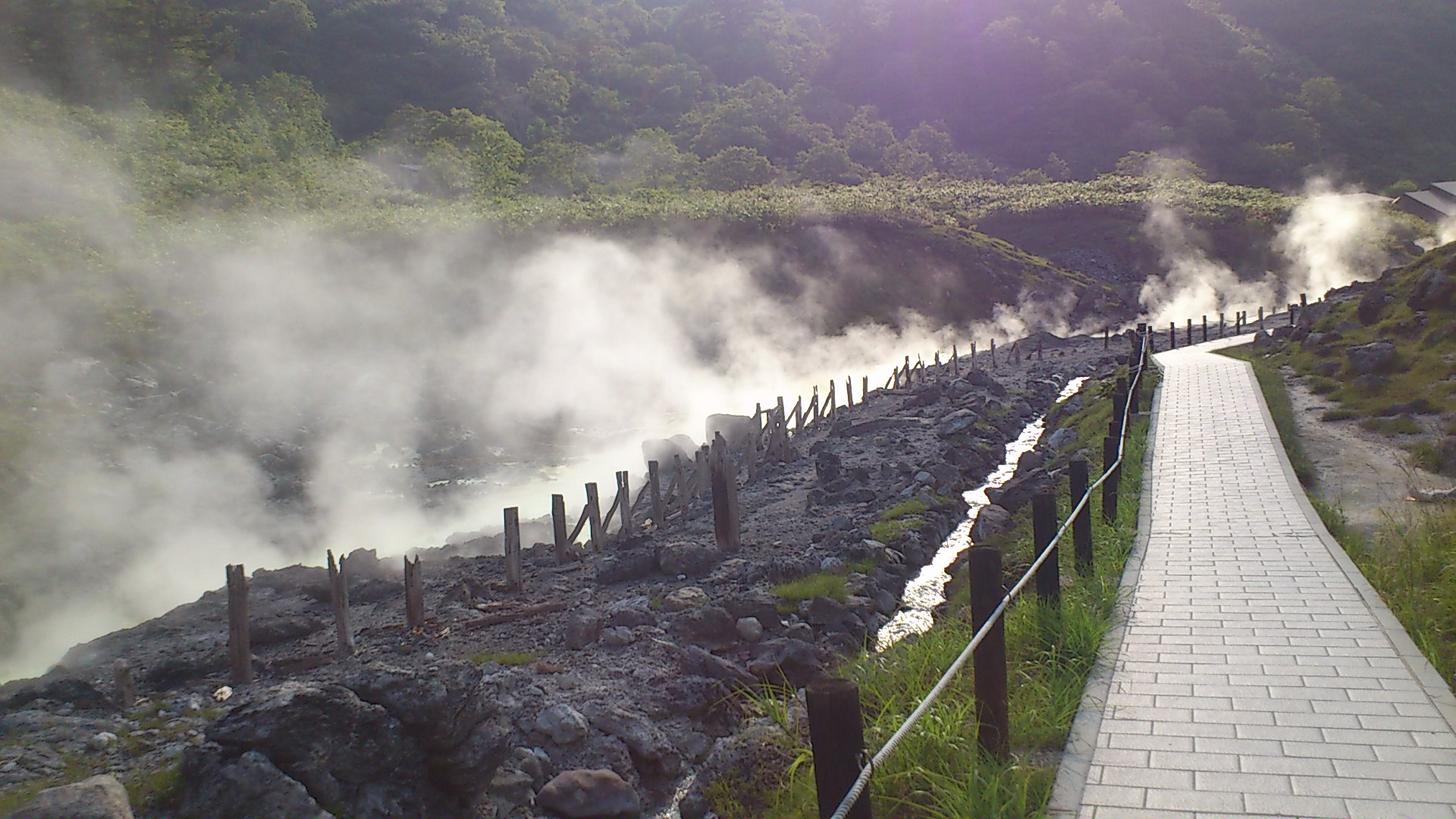
玉川温泉の源泉流

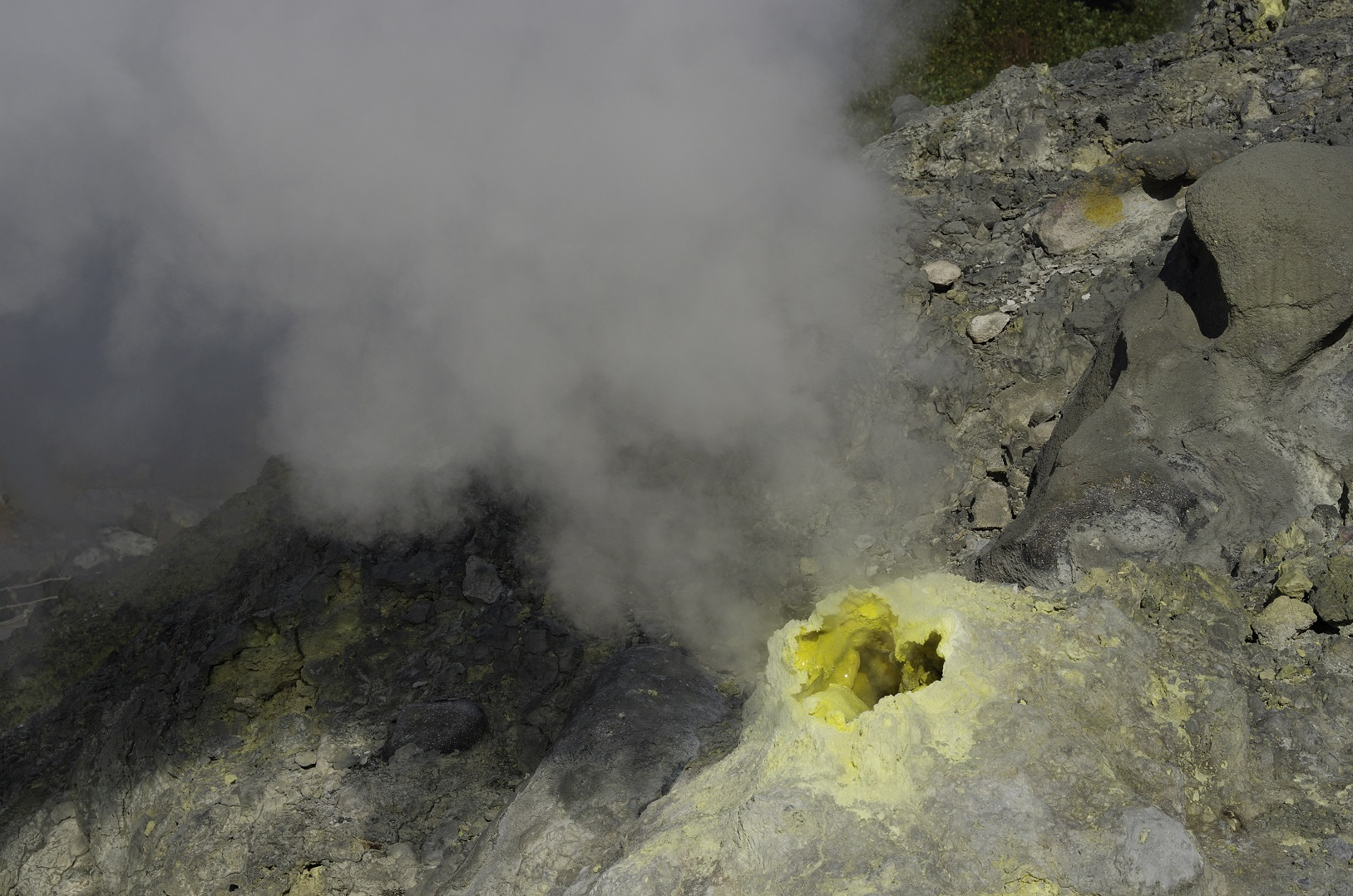
玉川温泉　ガス噴出孔

硫酸イオン（SO42-）を含んだ強酸性の湯は湯治においては人々の役に立つが、かつては田畑を枯らし、魚を殺す「玉川毒水」として恐れられてもいた。玉川が流れこむ雄物川流域はもともとの洪水による荒れ地開拓に加えて悪水により作物の生育が悪く作付に苦労していた。江戸時代より角館の藩士や地域の施政によって水質の改良が図られたがうまくいかなかった。
1930年代、工業振興のための発電所建設と玉川の水質改善および周辺水系での農業振興を図る機運が高まり（玉川河水統制計画）、1940年から水源からの酸性水を田沢湖に排水して弱酸化する事業が開始された。田沢湖はそれまで大きな流入河川がなかったため摩周湖に迫る透明度（31メートル）があり、かつ水産生物も豊かであったが、結果水質環境が急激に悪化、クニマスを始めとして生息していた多くの魚類が死滅した。クニマスは2010年に西湖で偶然に再発見されるまで絶滅種としてレッドリストに掲載されていた。
その後、田沢湖水の水力発電施設が酸性のため劣化が進んでしまい、農業用の田沢湖疎水も稲作に不適となってしまったため、1972年東北電力の協力を得て、野積みの石灰石に温泉の酸性水を撒き、玉川に流れ込む前に中和させる「簡易石灰石中和法」による処理事業を開始。1989年の中和施設の完成（本運用は1991年）により玉川の酸性度は更に緩和された。1990年には下流の宝仙台付近に玉川ダムが完成、中和後の沈殿と攪拌も行うようになった事により、有史以来秋田平野の最大の難題であった玉川毒水は、現在基準地点（玉川頭首工）付近でpH6.8にまで回復した。しかし田沢湖の水質は目標に未だ届かず、回復の努力が続けられている。

## 宿泊施設

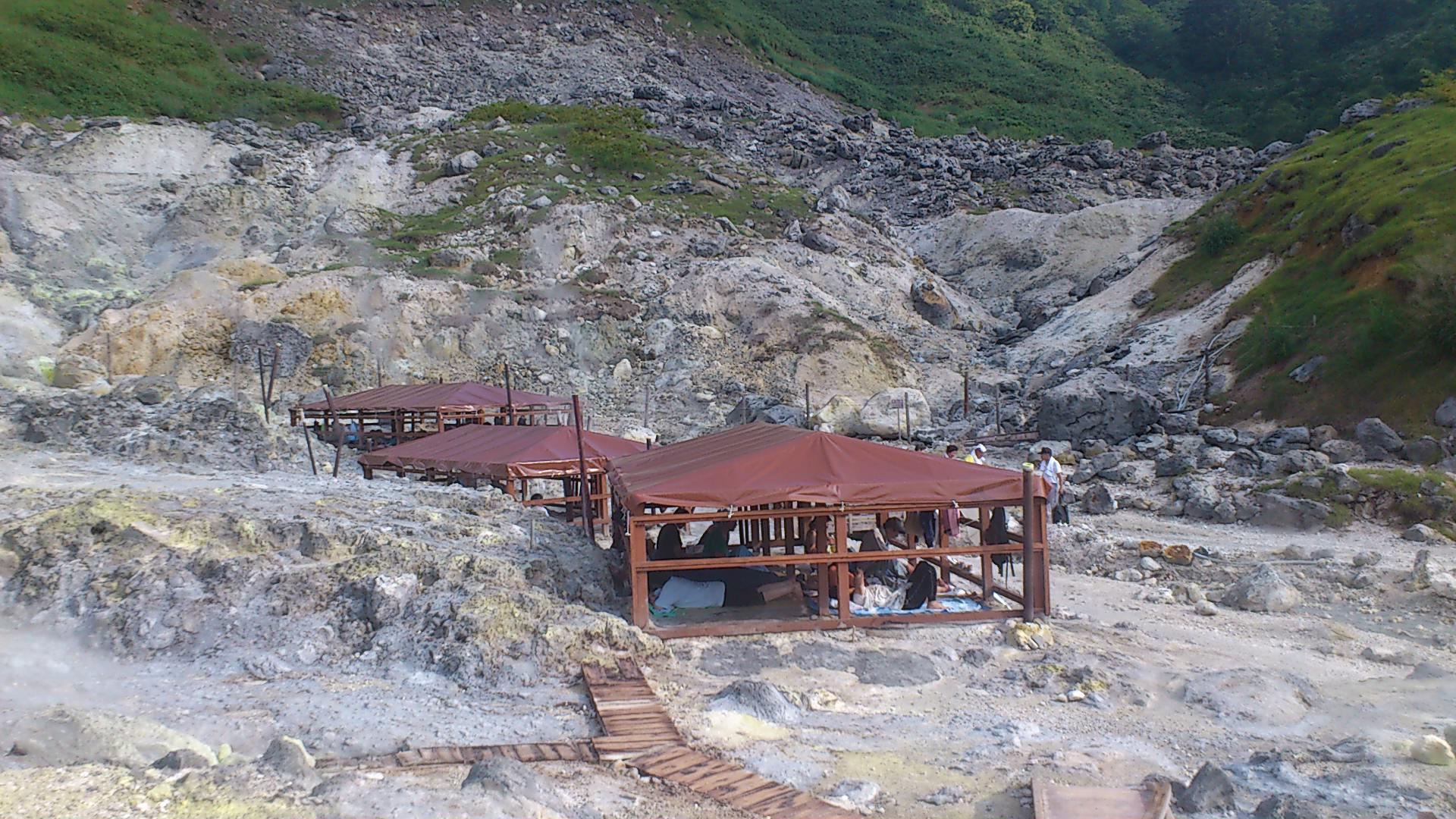
玉川温泉の岩盤浴場

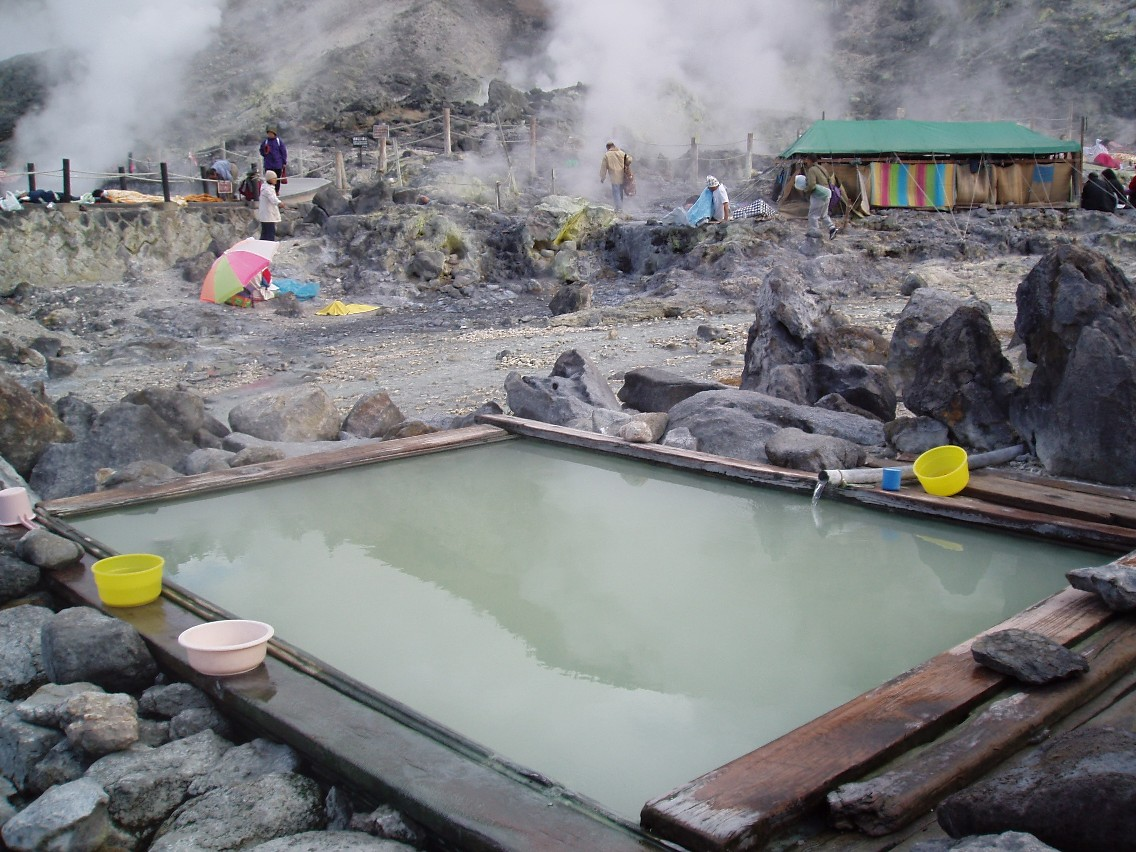
岩盤浴場併設の無料露天風呂（現在は休止）

秋田・岩手の県境にまたがる八幡平（火山）の秋田側に位置し、山中の一軒宿だったが、多様な泉質と豊富な湯量と効能から、本格的湯治場として人気が高く、長期で滞在する湯治客も多い。温泉地には地熱の高い地獄地帯が存在し、当地と台湾の北投温泉にだけ存在する北投石（ほくとうせき）はしばしばマスコミにも報道される。多くの人がゴザを引いて岩盤浴を行う光景が見られる。岩盤浴場には無料の露天風呂があったが土砂流入のため2007年以降は休止されている。
現在、当地域には下記の宿泊施設が存在している。
- 玉川温泉 - 1934年開業（株式会社湯瀬ホテル→株式会社玉川温泉）以下本玉という。
- 新玉川温泉 - 1998年開業（玉川リゾート開発株式会社→株式会社湯瀬ホテル→株式会社玉川温泉）以下新玉という。

他に、秋田県建設業協会玉川保養所（会員向け）がある。
また、下記の宿泊施設が存在していた。
- ぶなの森玉川温泉 湯治館そよ風 - 2004年開業。2016年閉館（株式会社ぶなの森玉川温泉→株式会社玉川温泉クアハウス生命の泉）以下そよ風という。

当地域が十和田八幡平国立公園内であり、玉川ダム建設による電源開発が行われる近年まで電灯を含め電気設備がないなど秘境の湯治場であったが、「世界の奇跡玉川温泉」で当地が紹介されて以降、玉川温泉が難病に効く等の評判からきわめて宿泊の予約が入れにくい一方で、大規模な建て替えや増築が困難（本玉の開業は、国立公園指定以前）であった。秋田県はリゾート法の公布に伴い「北緯40度シーズナルリゾートあきた構想」を発表、当地が「温泉リフレッシュゾーン」として指定された。1989年には、同構想が国からの承認を受け、懸案だった電源開発は玉川ダムの完成により一定の目処がたったことから、上下水道、上記中和施設の設備を活用した配湯施設、アクセス道路等のインフラを県が整備するなど玉川温泉地区開発の気運が急速に高まり、1990年には田沢湖町と株式会社湯瀬ホテルの合弁でリゾートホテルを建設・運営する第三セクター玉川リゾート開発株式会社が設立され、1998年に本玉から徒歩10分程の所に新玉が開業した（田沢湖町→仙北市は2007年に玉川リゾート開発への出資を引き揚げ、2008年に株式会社湯瀬ホテルに吸収合併）。さらに新玉近隣に別資本の宿として2004年にそよ風が開業した。当地域の湯はいずれも同じ源泉から引湯しているが、新玉・そよ風の方が刺激も少なく入りやすいとされる。これは源泉から長距離引湯していることが影響しているものと考えられる。なお、電源開発が行われる前は、高温の源泉を入浴に適した温度まで冷却する手法には限りがあり、沢の水で希釈するなどしたため源泉50％の浴槽しかなかった。源泉100％の浴槽は、電源開発が行われ効率的に源泉を冷却する方法が確立してからのこととなる。
本玉は長期滞在・湯治を想定し、食事込みの通常の温泉旅館スタイルを取る旅館部とは別に自炊部が存在し、基本的に食事なし・相部屋・共同洗面所・共同トイレ等の簡素なスタイルである。源泉に近接し温泉の噴気で電子機器の故障が多発することからバリアフリー設備やテレビ等も一部を除き設置されておらず、電子機器の持ち込みも推奨されていない。新玉・そよ風は源泉からやや離れているが、食堂やバリアフリー設備を持ち宿泊・食事込みの一般的な温泉旅館・ホテルとして作られている。
2011年の東日本大震災や後述の2012年の雪崩事故（詳細は後述）以降、玉川温泉を抱える当地域の各宿泊施設の運営に多大な影響が出ることとなった。とくに通年開放されていた岩盤浴場が冬期は閉鎖されることになり、一方で当地域は冬期（12月～4月）、国道341号の一般自動車の乗り入れが禁止され、交通から遮断される（詳細は後述）こともあって、現在、本玉は冬期（1月～4月）閉鎖の措置がとられている。したがって当地域における冬期の営業は、現在新玉のみとなっている。国道が冬期閉鎖される12月から本玉が冬期閉鎖される1月までの間は、バス便のある新玉から本玉まで雪上車の送迎がある。
本玉と新玉を経営する株式会社湯瀬ホテルは、2014年に湯瀬ホテル事業を株式会社せせらぎ宿に経営譲渡。本玉・新玉は株式会社湯瀬ホテルが継続して経営するが株式会社玉川温泉に商号変更した。その後も経営改善が進まないことから2017年には創業家の関家が経営から退き、官民ファンドの地域経済活性化支援機構の出資を受けながら地元企業と連携の上経営改善を図ることとなる。いっぽう宿泊客の伸び悩みから2015年にそよ風の運営会社である株式会社ぶなの森玉川温泉が経営破綻し、民事再生法を申請。以後2015年12月から設備改修のための冬期閉鎖と称する営業休止以後、いまもなお営業は再開されていない。その後2016年7月には、投資会社のくにうみアセットマネジメント株式会社がそよ風の事業を譲受した。2017年に入ると旧そよ風の建物は解体され、高級ホテルを運営する星野リゾートの進出が取り沙汰されている。
上記宿泊施設はいずれも、温泉への入浴で難病が治るなどの効能を公式には謳っていない。飲泉については浴場内での少量の飲泉はできるものの、温泉成分に重金属が含まれることから、長期・大量の飲泉を目的とした源泉水の販売はしておらず、提供されているのは浴用源泉水のみである。
各施設とも売店を備え、日用品の購入ができるが、周辺にコンビニエンスストアなどの商店は一軒もない。直近のコンビニエンスストアは、地元資本のものが国道341号と八幡平アスピーテラインの交差点付近にあるが、約15キロメートル・車で20分ほどかかる（日中のみ）。大手コンビニFC店は、田沢湖方または鹿角方に出ることが必要で、いずれも最短で40キロメートル程ある。
また、本玉・新玉とも「湯治相談室」を設け、いずれも週5日間看護師がおり健康相談に応じているものの、医師は常駐していないため、医療行為及び医薬品の支給購入も出来ない。また最寄の医療施設は鹿角市となるため、救急搬送に時間を要する。

## 湯治によるがん患者の感情プロフィール改善
社会保険いわて健康管理センターの柳澤融らは、2005年8月から12月に、湯治で玉川温泉（新玉川温泉を含む）を訪れたがん患者のうち、調査に同意した57名について、感情プロフィール検査 (POMS)を実施し、結果を性別、年令、宿泊数、宿泊施設、疾患に分類して詳細に解析した結果、全患者について湯治後に「活気」(V) の有意な上昇と「混乱」(C) の有意な低下が認められ、さらに女性群については、「緊張-不安」(T-A) と「抑うつ-落ち込み」(D) の有意な減少が認められた。宿泊数については、7泊以下では「活気」(V) の上昇と「抑うつ-落ち込み」(D) の減少が有意であり、8 - 10泊では、それに加えて「緊張-不安」(T-A) の減少も有意であった。11泊以上では、「活気」(V) の上昇とともに、「抑うつ-落ち込み」(D)、「怒り-敵意」(A-H)、「混乱」(C) も上昇した。
POMS (Profile of Mood States) は、マサチュセッツニュートンセンターの D.M.McNair らによって開発されたもので、被験者の気分の状態を数値化して客観的に評価する方法である。精神科領域、職場や学校のメンタルヘルス管理、スポーツ選手のトレーニングなどに、広く応用され、高い信頼性がある。
実際の方法は、65項目（うち7項目はダミー）の質問からなるアンケート形式のシートで、各質問に過去1週間その項目が表す気分になることを「まったくなかった」から「非常にに多くあった」の5段階で該当欄に記入する。その結果から所定の手順により、以下の 6つの評価用尺度を得る。
1. 「緊張-不安」(T-A) : (Tension Anxiety)
2. 「抑うつ-落ち込み」(D) : (Depression-Dejection)
3. 「怒り-敵意」(A-H) : (Anger-Hostility)
4. 「活気」(V) : (Vigor)
5. 「疲労」(F) : (Fatigue)
6. 「混乱」(C) : (Confuse)

柳澤は、玉川温泉の湯治が、がん患者にとって好ましい作用をもたらすのは、温泉浴による爽快感 、同病患者 との語り合いによる開放感 、温泉地の好環境のためと考えられるとしている（ホルミシス効果については確立されたものではないとして、可能性を示唆しつつもその関与を肯定も否定もしていない）。
その後 POMS は改良され 2017年5月からは改良版の POMS2 が用いられるようになった。改良点は、評価尺度として「友好」が加わって 7尺度となり、ネガティブな気分状態を総合的に表す「TMD得点」が加わった。さらに対象年齢により成人用（18歳以上）と青少年用（13歳から17歳）に分け、それぞれに質問数を少なくした短縮版が設けられた。

## 雪崩死亡事故
2012年2月1日、岩盤浴場から数百メートル離れた地点で長さ100m、幅300mにわたる雪崩が発生し、宿泊客5名が巻き込まれた。うち3名は意識不明の状態で従業員らに救出され、仙北市内の病院へ救急搬送されたが、後に死亡が確認された。他の2名も重軽傷を負った。
この事故の影響で岩盤浴場は立入が禁止された。同年4月に再開されたが、以降も冬季は休止されている。
2013年3月8日、施設を管理する「玉川温泉岩盤管理協会」の会長ら5人を、秋田県警察が業務上過失致死傷の疑いで書類送検したが、秋田地方検察庁は2015年3月20日付で、5人全員を不起訴処分（嫌疑不十分）とした。

## アクセス

### 公共交通機関
- 秋田新幹線・JR田沢湖線 田沢湖駅から羽後交通バスで約1時間20分
- JR花輪線 鹿角花輪駅から秋北バスで約1時間15分
- JR花輪線 八幡平駅から秋北バスで約1時間
- 秋田空港からあきたエアポートライナーで約2時間30分
- 大館能代空港から乗合いタクシー「愛☆のりくん」で1時間30分

### 自家用車
- 東北自動車道・盛岡ICより、国道46号・国道341号経由で約1時間30分
- 東北自動車道・鹿角八幡平ICより、国道282号・国道341号経由で約1時間40分
- 秋田自動車道・協和ICより、国道341号（国道46号）経由で約3時間
- 秋田空港から国道13号・国道46号・国道341号経由で約2時間30分

### 冬季の交通
年度により異なるが11月下旬頃から翌年4月下旬まで、国道341号の一部区間が通行止になるため、鹿角市側からのアクセスは不能。仙北市側からも、途中の玉川ダム付近にある「ふるさと会館前」から新玉川温泉までの区間は羽後交通の路線バスと路線バスに同行する一部のタクシー以外の通行が禁止（緊急車両と許可された業務用車両は可）となる。現地に人家が少なく万一事故や車両故障が発生した場合早期の察知や救援が困難で遭難の恐れがあるためである。このため自家用車での来訪者向けに、田沢湖駅近くに駐車場が用意される。